# Kong Yingchao
Kong Yingchao (chiń 孔颖超, ur. 9 października 1982 w Tongliao) – chińska biathlonistka, dwukrotnie druga (sezon 2004/2005, Pokljuka) i raz trzecia (sezon 2006/2007, Hochfilzen) w zawodach zaliczanych do Pucharu Świata.

## Osiągnięcia

### Igrzyska Olimpijskie
| 2002 Salt Lake City/Park City (USA)    | 44. miejsce (15 km), 56. miejsce (7,5 km), 13. miejsce (4 × 7,5 km)                                          |
| 2006 Turyn/Cesana San Sicario (Włochy) | 25. miejsce (15 km), 24. miejsce (7,5 km), 17. miejsce (10 km), 23. miejsce (12,5 km), 9. miejsce (4 × 6 km) |
| 2010 Vancouver/Whistler (Kanada)       | 57. miejsce (15 km), 60. miejsce (7,5 km), 8. miejsce (4 × 6 km)                                             |

### Mistrzostwa Świata
| 2000 Holmenkollen (Norwegia) | 53. miejsce (15 km), 60. miejsce (7,5 km)                                                                     |
| 2001 Pokljuka (Słowenia)     | 42. miejsce (15 km), 56. miejsce (7,5 km), 10. miejsce (4 × 7,5 km)                                           |
| 2003 Chanty-Mansijsk (Rosja) | 61. miejsce (15 km), 17. miejsce (7,5 km), 14. miejsce (10 km), 29. miejsce (12,5 km), 9. miejsce (4 × 6 km)  |
| 2004 Oberhof (Niemcy)        | 19. miejsce (15 km), 40. miejsce (7,5 km), 36. miejsce (10 km), 11. miejsce (4 × 6 km)                        |
| 2005 Hochfilzen (Austria)    | 57. miejsce (15 km), 38. miejsce (7,5 km), 41. miejsce (10 km), 6. miejsce (12,5 km), 11. miejsce (4 × 6 km)  |
| 2007 Anterselva (Włochy)     | 37. miejsce (15 km), 6. miejsce (4 × 6 km)                                                                    |
| 2008 Östersund (Szwecja)     | 81. miejsce (15 km), 23. miejsce (7,5 km), 21. miejsce (10 km), 30. miejsce (12,5 km), 14. miejsce (4 × 6 km) |

### Puchar Świata
| Sezon     | Miejsce |
| --------- | ------- |
| 2001/2002 | 86.     |
| 2002/2003 | 45.     |
| 2003/2004 | 43.     |
| 2004/2005 | 28.     |
| 2005/2006 | 45.     |
| 2006/2007 | 15.     |
| 2007/2008 | 58.     |
| 2008/2009 | 50.     |
| 2009/2010 | 41.     |